# Night Wolf
Pour plus de détails, voir Fiche technique et Distribution.
Night Wolf (13 Hrs) est un film d'action et d'horreur britannique réalisé par Jonathan Glendening, sorti en 2010.

## Synopsis
Sarah Tyler, sa famille et ses amis sont en pleine campagne lorsqu'une tempête fait rage. Alors qu'ils s'abritent à la côte pour la nuit, coupés du monde extérieur, ils ne se doutent pas qu'il ne leur reste plus que treize heures à vivre…

## Fiche technique
- Titre : Night Wolf
- Titre original : 13 Hrs
- Réalisation : Jonathan Glendening
- Scénario : Adam Phillips
- Genre : Action/Horreur
- Pays d'origine :  Royaume-Uni
- Langue : Anglais
- Lieu de tournage : Surrey, Angleterre, Royaume-Uni

## Distribution
- Isabella Calthorpe : Sarah Tyler
- Tom Felton : Gary Ashby
- Gemma Atkinson : Emily
- Joshua Bowman : Doug Walker
- Gabriel Thomson : Charlie Moore
- Peter Gadiot : Stephen Moore
- Antony De liseo : Luke Moore
- Sue Scadding : Mme Moore
- John Lynch : McRae
- Cornelius Clarke : May
- Simon MacCorkindale : Duncan